# Kanybek Osmonalijew
Kanybek Osmonalijew (russisch Каныбек Осмоналиев; * 19. November 1953 in Frunse, Kirgisische SSR, UdSSR) ist ein ehemaliger sowjetischer Gewichtheber. Er wurde 1980 Olympiasieger im Fliegengewicht. Später war er in nationalen politischen Ämtern aktiv, unter anderem als "Vorsitzender der Nationalen Kommission für kirgisische Sprache und Sprachpolitik" (12. Mai 2022 – 5. März 2024).

## Werdegang
Kanybek Osmonalijew, kirgisischer Abstammung, begann in Frunse als Jugendlicher mit dem Gewichtheben. Er absolvierte ein Geschichtsstudium, das er als Diplom-Historiker abschloss. Der 1,58 m große Athlet war Mitglied von Burewestnik Frunse und startete in der leichtesten Gewichtsklasse, die zu seiner Zeit existierte, dem Fliegengewicht, das sein Gewichtslimit bei 52 kg Körpergewicht hatte. Im Gegensatz zu vielen seiner Konkurrenten hatte er meist keine Gewichtsprobleme, so dass er meist der Leichteste seiner Gewichtsklasse war, was ihm zu mehreren internationalen und nationalen Titeln verhalf.
Seine ersten großen Erfolge feierte Kanybek Osmonalijew im Jahre 1977. Er belegte in diesem Jahr bei der sowjetischen Meisterschaft im Fliegengewicht mit 230 kg (102,5–127,5) den 3. Platz hinter
Walentin Polonski, 235 kg u. Adam Hnatiw, 232,5 kg. 1978 wurde er erstmals sowjetischer Meister im Fliegengewicht mit 235 kg (100–135) vor Adam Hnatiw, 227,5 kg und wurde daraufhin bei der Europameisterschaft 1978 in Havířov eingesetzt. Er siegte dort auf Anhieb im Fliegengewicht mit einer Zweikampfleistung von 237,5 kg (105–132,5) vor György Kőszegi, Ungarn, 237,5 kg (105–132,5) und Béla Oláh, Ungarn, 235 kg (105–130). Dabei profitierte er gegenüber Köszegi von seinem leichteren Körpergewicht. Im gleichen Jahr wurde er dann in Gettysburg auch Weltmeister. Er erreichte dort eine Zweikampfleistung von 240 kg (105–135), mit der er vor Tadeusz Golik, Polen, 237,5 kg und Francesco Casamayor, Kuba, 230 kg, siegte.
1979 belegte Kanybek Osmonalijew bei der sowjetischen Meisterschaft im Fliegengewicht mit 235 kg (105–130) "nur" den 3. Platz hinter seinem Vorgänger Alexander Woronin, der auf 240 kg (107,5–132,5) und Alexander Senschin, 235 kg (97,5–137,5). Er wurde aber zusammen mit Alexander Woronin bei der Weltmeisterschaft 1979 in Saloniki eingesetzt und siegte dort, wieder auf Grund seines geringeren Körpergewichts, mit 242,5 kg (105–137,5) vor Alexander Woronin und Ferenc Hornyák aus Ungarn, die beide wie er, im Zweikampf 242,5 kg erreichten.
Im Olympiajahr 1980 siegte Kanybek Osmonalijew mit 245 kg (107,5–137,5) wieder bei der sowjetischen Meisterschaft auf Grund seines geringeren Körpergewichts vor Alexander Senschin, der ebenfalls 245 kg (102,5–142,5) erreichte. Auch bei den Olympischen Spielen 1980 in Moskau profitierte er von seinem geringen Körpergewicht und wurde mit 245 kg (107,5–137,5) Olympiasieger vor den beiden Nordkoreanern Ho Bong-chol und Han Gyong Si sowie Béla Oláh, die alle im Zweikampf die gleiche Leistung wie er erzielten.
Kanybek Osmonalijew setzte seine Karriere nach seinem Olympiasieg noch ein Jahr lang fort und belegte bei der sowjetischen Meisterschaft 1981 im Fliegengewicht mit 245 kg (110–135) den 2. Platz hinter Walentin Polonski, der ebenfalls 245 kg (102,5–142,5) erzielte. Erstmals musste sich also Kanybek Osmonalijew bei einem wichtigen Wettkampf aufgrund seines höheren Körpergewichts einem Konkurrenten beugen. Er wurde aber trotzdem bei der Welt- und Europameisterschaft dieses Jahres in Lille eingesetzt und holte sich dort beide Zweikampf-Titel sowie vier Titel in den Einzeldisziplinen Reißen und Stoßen. Insgesamt erzielte er dort im Zweikampf 247,5 kg (110–137,5) und ließ damit Jacek Gutowski, Polen, 240 kg u. Kazube Manabe, Japan, 240 kg klar hinter sich.
Nach diesem Wettkampf trat er zurück.

## Internationale Erfolge
| Jahr | Platz | Wettbewerb                         | Gewichtsklasse | Ergebnis |
| 1977 | 4.    | Turnier der Freundschaft in Wilna  | Fliegen        | mit 230 kg (100–130) hinter Alexander Woronin, 245 kg u. Walentin Polonski, bde. UdSSR, 135 kg u. Zygmunt Smalcerz, Polen, 230 kg              |
| 1977 | 2.    | Pokalturnier in Rjasan             | Fliegen        | mit 230 kg (100–130), hinter Alexander Senschin, UdSSR, 235 kg                                                                                 |
| 1978 | 3.    | Turnier der Freundschaft in Moskau | Fliegen        | mit 232,5 kg (105–127,5), hinter Alexander Senschin, 237,5 kg u. Francesco Casamayor, Kuba, 235 kg                                             |
| 1978 | 1.    | EM in Havířov                      | Fliegen        | mit 237,5 kg (105–132,5), vor György Kőszegi, Ungarn, 237,5 kg (105–132,5) und Béla Oláh, Ungarn, 235 kg (105–130)                             |
| 1978 | 1.    | WM in Gettysburg                   | Fliegen        | mit 240 kg (105–135) vor Tadeusz Golik, Polen, 237,5 kg (105–132,5) u. Francesco Casamayor, 230 kg (102,5–127,5)                               |
| 1979 | 1.    | Baltic-Cup in Tallinn              | Bantam         | mit 250 kg (110–140) vor H. Szcesniak, Polen, 235 kg u. J. Brüssow, DDR, 225 kg                                                                |
| 1979 | 1.    | WM in Saloniki                     | Fliegen        | mit 242,5 kg (105–137,5), vor Alexander Woronin, 242,5 kg (110–132,5) und Ferenc Hornyák, Ungarn, 242,5 kg (107,5–135)                         |
| 1980 | Gold  | OS in Moskau                       | Fliegen        | mit 245 kg (107,5–137,5), vor Ho Bong-chol, Nordkorea, 145 kg (110–135), Han Gyong Si, Nordkorea, 245 (110–135) u. Béla Oláh, 245 kg (110–135) |
| 1981 | 1.    | WM in Lille (zgl. EM)              | Fliegen        | mit 247,5 kg (110–137,5), vor Jacek Gutowski, Polen, 240 kg (110–130) u. Kazube Manabe, Japan, 240 kg (107,5–132,5)                            |

## WM + EM-Medaillen Einzeldisziplinen
- WM-Goldmedaillen: 1978/Reißen – 1978/Stoßen – 1979/Stoßen – 1980/Stoßen – 1981/Reißen – 1981/Stoßen
- WM-Silbermedaillen: 1979/Reißen
- EM-Goldmedaillen: 1978/Reißen – 1978/Stoßen – 1981/Reißen – 1981/Stoßen

## Sowjetische Meisterschaften
| Jahr | Platz | Gewichtsklasse | Ergebnis |
| 1977 | 3.    | Fliegen        | mit 230 kg (102–127,5), hinter Walentin Polinski, 235 kg u. Adam Hnatiw, 232,5 kg                                |
| 1978 | 1.    | Fliegen        | mit 235 kg (100–135), vor Adam Hnatiw, 227,5 kg u. Katrusch, 217,5 kg                                            |
| 1979 | 3.    | Fliegen        | mit 235 kg (105–130), hinter Alexander Woronin, 240 kg (107,5–132,5) u. Alexander Senschin, 235 kg (97,5–137,5)  |
| 1980 | 1.    | Fliegen        | mit 245 kg (107,5–137,5), vor Alexander Woronin, 245 kg (102,5–142,5) u. Bronislaw Rischik, 235 kg (105–130)     |
| 1981 | 2.    | Fliegen        | mit 245 kg (110–135), hinter Walentin Polonski, 245 kg (102,5–142,5) u. vor Alexander Schensin, 240 kg (100–140) |

## Erläuterungen
- alle Wettkämpfe im Zweikampf, bestehend aus Reißen und Stoßen,
- Fliegengewicht, damals bis 52 kg, Bantamgewicht, damals bis 56 kg Körpergewicht,
- OS = Olympische Spiele, WM = Weltmeisterschaft, EM = Europameisterschaft